# التدابير المتفق عليها للحفاظ على الحيوانات والنباتات في أنتاركتيكا
التدابير المتفق عليها للحفاظ على الحيوانات والنباتات في أنتاركتيكا هي مجموعة من التدابير المتفق عليها في «الاجتماع الاستشاري الثالث لمعاهدة أنتاركتيكا» في بروكسل عام 1964 كتوصية رقم ثمانية. إنه جزء من نظام معاهدة أنتاركتيكا ولكن تم تحديده لم يعد «حالي» في عام 2011. هدفها هو تعزيز التعاون الدولي في إطار معاهدة أنتاركتيكا لتعزيز وتحقيق أهداف الحماية والدراسة العلمية والاستخدام الرشيد لهذه الحيوانات والنباتات.

## التاريخ
كانت مصالح القطب الجنوبي في أواخر الأربعينيات من القرن الماضي تتزايد، حيث تقاتلت الدول على الأراضي في منطقة شبه جزيرة أنتاركتيكا. أدى الخوف من صراع مفتوح من هذه الدول، وكذلك الخوف من تورط القارة القطبية الجنوبية في الحرب الباردة بين الولايات المتحدة والاتحاد السوفيتي، إلى المناقشات الأولى لدبلوماسية أنتاركتيكا والمعاهدات. أدى ذلك إلى مفاوضات معاهدة أنتاركتيكا في عام 1959 والتي اجتمع فيها برنامج السنة الجيوفيزيائية الدولية في أنتاركتيكا لمناقشة الأوراق العلمية من 12 دولة مشاركة، والتي فتحت نقاشًا حول التدابير المتفق عليها للحفاظ على الحيوانات والنباتات في أنتاركتيكا. تم تشكيل اللجنة العلمية لأبحاث القطب الجنوبي قبل عام واحد في عام 1958 وتألفت من علماء الأحياء الذين دافعوا أيضًا عن جهود الحفظ والسياسة في أنتاركتيكا. بعد نداءات اللجنة العلمية وعلماء بارزين آخرين، تم تمرير التدابير المتفق عليها بعد 3 اجتماعات استشارية في عام 1964.